# Miguel da Natividade
Frei Miguel da Natividade (Óbidos, ca. 1630 — Alcobaça?, ca. 1690) foi um compositor português do Barroco.

## Biografia

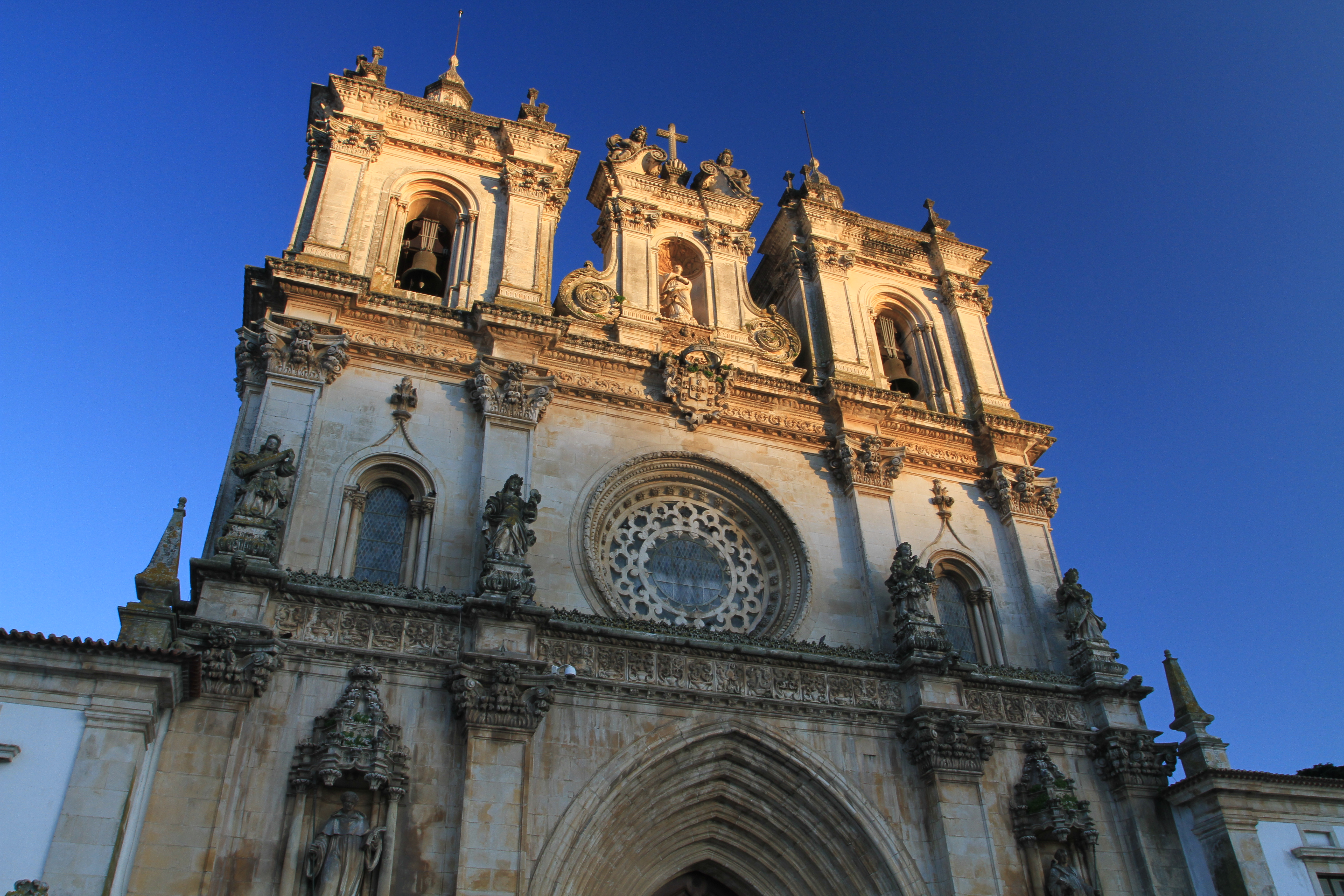
Mosteiro de Alcobaça

Miguel da Natividade nasceu em Óbidos por volta de 1630. Fez-se monge da Ordem de Cister, professando a 8 de setembro de 1658 e baseando-se no Mosteiro de Santa Maria de Alcobaça. Nesta comunidade foi cantor-mor e mestre de capela durante seis anos. Compôs várias obras, nomeadamente 28 salmos das vésperas cistercienses e vilancicos que ainda eram guardadas com grande estima no século XVIII pelos monges alcobacenses. Morreu por volta de 1690.

## Obra
A sua obra foi dispersa e perdida, restando apenas 7 vilancicos da sua autoria, guardados na Biblioteca Pública de Évora que incluem "O que assombro" (vilancico para Santa Luzia) e "Ilustre Sol do Oriente" (vilancico ou romance para São Francisco Xavier). O segundo foi adaptado pelo compositor português Luís de Freitas Branco para voz e piano.

## Gravações
- 2014 — Évora - Portuguese Baroque Villancicos. Rogério Gonçalves / A Corte Musical. Pan Classics. Faixa 7: "O que assombro".